# Cáceres (Kolumbia)
Cáceres – miasto w Kolumbii, w departamencie Antioquia.